# Before the Bleeding Sun
Before the Bleeding Sun è il quinto album degli Eternal Tears of Sorrow, pubblicato nel 2006.

## Tracce
1. Sweet Lilith of My Dreams – 4:51
2. Another Me – 3:52
3. Red Dawn Rising – 5:06
4. Upon the Moors – 4:48
5. Sakura No Rei – 2:12
6. Sinister Rain – 5:41
7. Lost Rune of Thunder – 4:03
8. Tar Still Flows – 3:55
9. Angelheart, Ravenheart (Act I: Before the Bleeding Sun) – 8:40

## Formazione
- Altti Veteläinen − voce, basso
- Jarmo Puolakanaho − chitarra
- Risto Ruuth - chitarra solista
- Janne Tolsa - tastiere
- Petri Sankala - batteria